# Åh vilken fredag
Åh vilken fredag (originaltitel: Freaky Friday) är en amerikansk komedifilm från 1976 i regi av Gary Nelson.

## Handling
Handlingen bygger på en roman av Mary Rodgers, där en mor och en dotter byter kroppar och får känna på livet som varandra. 

## I rollerna
- Barbara Harris – Ellen Andrews
- Jodie Foster – Annabel Andrews
- John Astin – Bill Andrews
- Patsy Kelly – Mrs. Schmauss
- Dick Van Patten – Harold Jennings
- Charlene Tilton – Bambi

## Nyinspelningar
Två nyinspelningar har gjorts på filmen, Freaky Friday från 2003, med Jamie Lee Curtis och Lindsay Lohan i huvudrollerna och Freaky Friday, en TV-film från 1995 med Shelley Long och Gaby Hoffmann i huvudrollerna. Det kom även ut en tredje film i en mer musikalisk tappning år 2018 med Cozi Zuehlsdorff och Heidi Blickenstaff i huvudrollerna.